# U-159 (1941)
U-159 – niemiecki okręt podwodny (U-Boot) typu IX C z okresu II wojny światowej. Okręt wszedł do służby w 1941. Dowódcami byli kolejno: Kptlt. Helmut Witte, (od 7 czerwca 1943) Oblt. Heinz Beckmann.

## Historia
Po wejściu do służby włączony do 4. Flotylli U-Bootów w ramach treningu; 1 maja 1942 zaś do 10. Flotylli jako jednostka bojowa.
Odbył pięć patroli bojowych, spędzając w morzu 308 dni. Rejonem pierwszego było Morze Karaibskie, drugiego – początkowo środkowy Atlantyk, później otrzymał polecenie zastąpienia U-156 na wodach wokół Przylądka Dobrej Nadziei; trzeci – w pobliżu zachodnich wybrzeży Afryki (Wyspy Kanaryjskie). Celem ostatniego patrolu było nękanie alianckiej żeglugi na Morzu Karaibskim. 
Okręt został zatopiony 28 lipca 1943 na południe od Haiti (15°34,2′N 68°18,0′W/15,570000 -68,300000) bombami głębinowymi amerykańskiej łodzi latającej PMB Mariner. Zginęła cała – 53-osobowa załoga okrętu.
U-159 zatopił łącznie 23 statki o łącznej pojemności 119.554 BRT, uszkodził jeden (265 BRT).